# Johannes Matthias Roth
Johannes Matthias Roth (* 1967 in Weißenburg in Bayern) ist ein deutscher evangelischer Pfarrer, Liedermacher und Lehrer.

## Leben und Wirken
Johannes Matthias Roth, Sohn von Pfarrer Leonhard Roth und Martha Roth, geb. Meyer, schrieb bisher über 300 Lieder und Balladen für Kinder, Jugendliche und erwachsenes Publikum und gestaltete seit 2000 mehr als 800 Mitmachkonzerte, Liederabende, Mitsinggottesdienste und Liederseminare im In- und Ausland.
Roth, Vater von drei Kindern, komponiert eingängige und theologisch klar verständliche sowie säkulare Lieder, die für konfessionell gebundene Kindergärten und Schulen sowie für Religionsunterricht und Gemeindegesang geeignet sind. So haben viele seiner Lieder Eingang in Liederbücher der evangelischen wie auch katholischen Kirche sowie anderer christlicher Verbände gefunden. Es sind Lieder wie Einfach genial, Glauben ist gemeinsam feiern, Ihr sollt ein Segen sein, Mit meinem Gott kann ich über Mauern springen, Auf Schwingen getragen und frei oder Beschirmt, beschützt. Sein eigenes Label Johannes-Music-Verlag verlegt christliche Musik.
Er schrieb zu vielen evangelischen Kirchentagen sowie Katholikentagen Mottolieder, die mittlerweile auch als Chorsätze landesweit gesungen werden (Leben aus Gottes Kraft, Mensch, wo bist du, Dass Wunder in der Wüste geschehen). Zu der Ministranten Romwallfahrt im Jahr 2014 machte er bei einem Wettbewerb zu Titelsong dieser Fahrt mit und gewann den 1. Platz. Somit wird sein Lied Ich bin Frei eine Woche lang in Rom zu hören sein.
Einen 1. Preis bei einem katholischen Liederwettbewerb gewann Roth 2002 mit seinem Mottolied für den 1. Ökumenischen Kirchentag in Berlin Ihr sollt ein Segen sein und war seitdem bei fast allen großen Kirchentagen mit Konzerten und Gottesdiensten engagiert.
Seit 2002 ist er regelmäßig mit dem Autor und Benediktinerpater Anselm Grün zu Geistlichen Abenden in Wort & Musik in Kirchen und Festhallen und unterstreicht so die ökumenische Note seiner Tätigkeit vor jeweils großem Publikum, das er zum Mitsingen seiner Liedern und Balladen immer motiviert.
Seine Neuen bewegten Mit- und Mutmachlieder kommen nicht nur bei Kindergarten- und Schulkonzerten oder im eigenen Religionsunterricht zum Einsatz; Roth stellt sie auch bei Liederseminaren und Fortbildungen für Erzieher und Religionspädagogen vor und motiviert Mitarbeitende für den verstärkten Einsatz von „geistlichen Ohrwürmern“ in Kindergottesdiensten, Kommunionsgruppen etc., damit Kinder auch im Alltag aus Kraft des Glaubens – vermittelt durch Lieder, Balladen, Melodien – schöpfen können.
Mehrere Konzerttourneen führten ihn neben europäischen Nachbarländern wie Luxemburg, Österreich und Italien auch nach Israel, Thailand, Singapur, Malaysia, Papua-Neuguinea, Paraguay, sowie mehrfach an den Persischen Golf (Qatar, VAE), in den Iran und mehrfach nach Namibia, Kenia und Südafrika. Besonders in Kenia hat er mit der Organisation Patoipa e.V. viele Liedprojekte durchgeführt (Nairobi, Bridge View-School sowie Green Garden Academy in Ukunda, Mombasa u. a. m.)
Seit 2001 spielt Roth mit seiner Band Country-Gottesdienste regelmäßig in Geiselwind, deren Autobahnkirche er das Lied Du bist das Licht auf meinem Weg gewidmet hat und so auch Trucker und Countrymusic-Fans neue christliche eingängige Balladen präsentiert wie Du gibst meinem Herzen Flügel, Believe it, Country-Halleluja oder Highway to heaven.
Als Marathonläufer (bisher Halbmarathon in Jerusalem, Luxemburg, Schweiz, Nürnberg) und Marathon (u. a. Frankfurt, Berlin, Tel Aviv) gestaltet er auch Marathon-Gottesdienste mit seinen Motivationsliedern wie Im Vertrauen auf einen guten Weg oder Soviel du brauchst/Dass Wunder in der Wüste geschehen.

## Bibliografie
- Lasst uns feiern und fröhlich sein. Modelle und neue Lieder zum Krabbelgottesdienst. Claudius – Verlag, ISBN 978-3-532-62286-5.
- Anselm Grün / Johannes Matthias Roth: Du bist einzigartig – Das göttliche Kind in dir
- Anselm Grün / Johannes Matthias Roth: Geschenke für jeden Tag – Werte und Tugenden für ein gutes Leben

## Diskografie
- 2001: Sterne, Blumen und Kinder und Songbook
- 2001: Heaven on Earth und Songbook
- 2002: Einfach genial und Songbook
- 2003: Dir begegnen und Songbook
- 2004: Echt einmalig und Songbook
- 2006: Sei gesegnet, bleib behütet und Songbook
- 2007: Beschirmt, beschützt, in deiner Hand  und Songbook
- 2008: Gott sei Dank, es ist Sonntag und Songbook
- 2010: Einzigartig und Songbook
- 2011: Segensland und Songbook
- 2013: Ich bin Frei – offizielles Mottolied zur Deutschen Ministranten – Wallfahrt nach Rom 2014
- 2014: Dir nahe sein (Songbook in Arbeit)
- 2017: HerzZeit (Songbook in Arbeit)
- 2018: Suche Frieden mit Herz und Verstand – offizielles Mottolied zur Internationalen Ministrantenwallfahrt nach Rom 2018